# برونو كوستا دي سوزا
برونو كوستا دي سوزا هو لاعب كرة قدم برازيلي في مركز الدفاع، ولد في 6 فبراير 1990 في سالفادور في البرازيل. لعب مع أتلتيكو باراناينسي ونادي جوينفيل.

## وصلات خارجية
- برونو كوستا دي سوزا على موقع قاعدة بيانات كرة القدم.إي يو (الإنجليزية)
- برونو كوستا دي سوزا على موقع Soccerway.com (الإنجليزية)